# Lavalade
Lavalade är en kommun i departementet Dordogne i regionen Nouvelle-Aquitaine i sydvästra Frankrike. Kommunen ligger i kantonen Monpazier som tillhör arrondissementet Bergerac. År 2022 hade Lavalade 105 invånare.

## Befolkningsutveckling
Antalet invånare i kommunen Lavalade
Referens:INSEE